# Miichthys miiuy
Miichthys miiuy är en fiskart som först beskrevs av Basilewsky, 1855.  Miichthys miiuy ingår i släktet Miichthys och familjen havsgösfiskar. Inga underarter finns listade i Catalogue of Life.